# Rea (település)
Rea, Gonoszfalu románul: Reea, falu Romániában, Erdélyben, Hunyad megyében.

## Fekvése
Hátszegtől délnyugatra, Totesd keleti szomszédjában fekvő település.

## Története
Rea, Gonoszfalu nevét 1360-ban említette először oklevél Gunuzfolu néven.
Későbbi névváltozatai: 1443-ban p. nostra (regis) Walachalis
Reye, 1447-ben Rew, 1456-ban Rea, 1733-ban Rije, 1750-ben Rea, 1805-ben Réa,  1808-ban Rea, Raden, 1913-ban Rea.
A trianoni békeszerződés előtt Hunyad vármegye Hátszegi járásához tartozott.
1910-ben 282 lakosából 27 magyar, 3 német, 221 román, 31 cigány volt. Ebből 20 római katolikus, 13 görögkatolikus, 238 görög keleti ortodox volt.

## Források

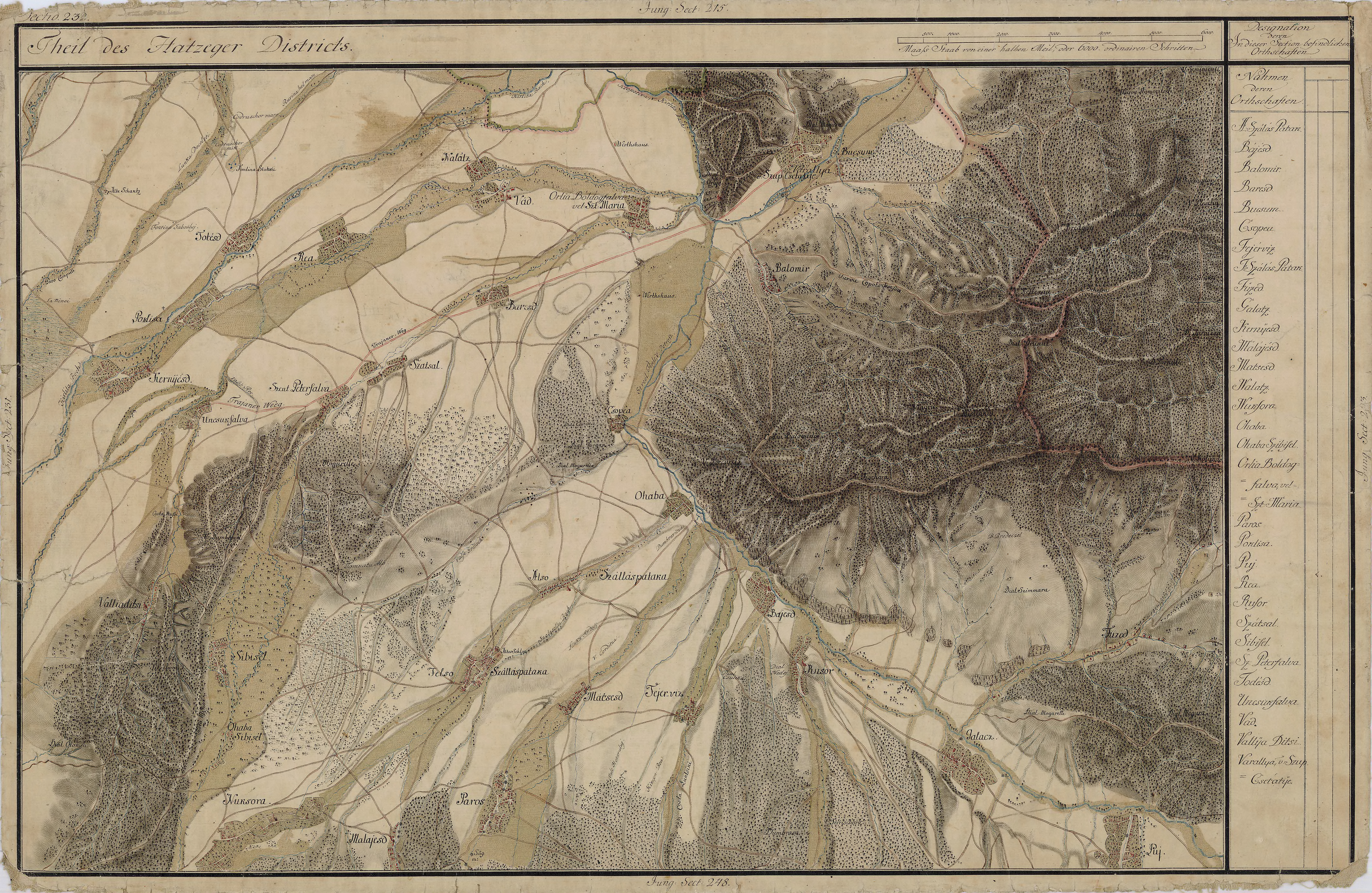
Rea, Gonoszfalu egy régi térképen